# Яновиця (Холмський повіт)
Яновиця (пол. Janowica) — село в Польщі, у гміні Селище Холмського повіту Люблінського воєводства.
Населення — 84 особи (2011).
У 1975-1998 роках село належало до Холмського воєводства.

## Демографія
Демографічна структура станом на 31 березня 2011 року:
|          | Загалом | Допрацездатний вік | Працездатний вік | Постпрацездатний вік |
| -------- | ------- | ------------------ | ---------------- | -------------------- |
| Чоловіки | 37      | 5                  | 29               | 3                    |
| Жінки    | 47      | 9                  | 27               | 11                   |
| Разом    | 84      | 14                 | 56               | 14                   |